# Patrick Nève
Patrick Marie Ghislain Pierre Simon Stanislas Nève de Mévergnies (Liegi, 13 ottobre 1949 – Bruxelles, 13 marzo 2017) è stato un pilota di Formula 1 belga.
Nato nelle vicinanze del circuito di Spa, viene subito coinvolto nella passione per le corse. Dopo la scuola di pilotaggio di Jim Russel, nel 1974 partecipa al campionato britannico di Formula Ford.
Nel 1975 passa alla Formula 3. Ben impressiona i tecnici ottenendo un test con il team RAM Racing gestito da Bernie Ecclestone.
Fa il suo esordio nel campionato del mondo l'anno seguente proprio con una Brabham gestita dal team RAM nel Gran Premio del Belgio. Nella stagione correrà ancora un Gran Premio, al volante della Ensign.
Nel 1977 passa alla Formula 2, ma dopo un buon avvio di campionato  trova l'accordo con la Williams, che in quella stagione gestisce una March privata. Sfiorerà la zona punti (settimo) nel Gran Premio d'Italia.
Si iscriverà, con una vettura March, al Gran Premio del Belgio di Formula 1 del 1978; inserito nella entry list col numero 29, l'auto non sarà pronta e non prenderà parte alle prove ufficiali. È l'ultimo pilota ad essersi iscritto a titolo personale per una gara di Formula 1.
Continuerà la sua carriera in Formula 2 (team Kauhsen) e nell'inverno 1978-1979 sarà nominato pilota ufficiale del team Kauhsen di F1, con il supporto di suoi sponsor: ma la vettura decisamente molto innovativa rispetto allo standard delle vetture del tempo (in pratica, una macchina pensata con un concetto estremo dell'effetto suolo) non risultò assolutamente competitiva sin dai primi giri di pista (Niki Lauda, a tale riguardo, osservata la diversità della macchina disse: ''o tutti gli altri progettisti non hanno capito nulla, o non ha capito nulla il progettista di questa vettura...'') e quindi Neve si allontanò dal progetto, che proseguì in F1 col pilota italiano Gianfranco Brancatelli.
In seguito, Neve partecipò al campionato Procar.

## Risultati in F1
| 1976 | Scuderia       | Vettura     |  |  |  |  |     |  |  |    |  |  |  |  |  |  |  |  |  | Punti | Pos. |
| ---- | -------------- | ----------- |  |  |  |  | --- |  |  | -- |  |  |  |  |  |  |  |  |  | ----- | ---- |
| 1976 | Brabham Ensign | BT44B MN176 |  |  |  |  | Rit |  |  | 18 |  |  |  |  |  |  |  |  |  | 0     |      |

| 1977 | Scuderia                | Vettura            |  |  |  |  |    |  |    |    |    |    |    |   |    |   |    |     |  | Punti | Pos. |
| ---- | ----------------------- | ------------------ |  |  |  |  | -- |  | -- | -- | -- | -- | -- | - | -- | - | -- | --- |  | ----- | ---- |
| 1977 | Williams GP Engineering | Williams-March 761 |  |  |  |  | 12 |  | 10 | 15 | NQ | 10 | NQ | 9 | NQ | 7 | 18 | Rit |  | 0     |      |

| 1978 | Scuderia | Vettura |  |  |  |  |  |   |  |  |  |  |  |  |  |  |  |  |  | Punti | Pos. |
| ---- | -------- | ------- |  |  |  |  |  | - |  |  |  |  |  |  |  |  |  |  |  | ----- | ---- |
| 1978 | March    | 781S    |  |  |  |  |  | F |  |  |  |  |  |  |  |  |  |  |  | 0     |      |

| Legenda | 1º posto     | 2º posto | 3º posto    | A punti         | Senza punti/Non class.  | Grassetto – Pole position Corsivo – Giro più veloce |
| Legenda | Squalificato | Ritirato | Non partito | Non qualificato | Solo prove/Terzo pilota | Grassetto – Pole position Corsivo – Giro più veloce |